# The Diary of Alicia Keys
The Diary of Alicia Keys är ett studioalbum med Alicia Keys från 2003. Albumet är Alicia Keys andra album.
Albumet nådde nr 1 på USA:s Billboardlista.

## Låtlista
1. Harlem's Nocturne (Alicia Keys) - 1:43
2. Karma (Tenisha Smith och Kerry Brothers Jr.) - 4:16
3. Heartburn (Tim Mosley, Erika Rose, Walter Millsap III och Candice Nelson) - 3:28
4. I Was Your Woman/Walk On By (Burt Bacharach, Hal David, Gloria Jones, Pam Sawyer och Clarence McMurray) - 3:06
5. You Don't Know My Name (Harold Lilly, Kanye West, Ken Williams, Mel Kent och J. R. Bailey) - 6:08
6. If I Ain't Got You (Alicia Keys) - 3:48
7. Diary med Tony! Toni! Toné! (Kerry Brothers Jr.) - 4:45
8. Dragon Days (Alicia Keys) - 4:36
9. Wake Up (Kerry Brothers Jr.) - 4:27
10. So Simple med Lellow* (Harold Lilly, Andre Harris och Vidal Davis) - 3:49
11. When You Really Love Someone (Kerry Brothers Jr.) - 4:09
12. Feeling U, Feeling Me (Interlude) (Alicia Keys) - 2:07
13. Slow Down (Erika Rose och Lamont Green) - 4:18
14. Samsonite Man (Erika Rose) - 4:12
15. Nobody Not Really (Taneisha Smith) - 2:56

## Singlar
- You Don't Know My Name (Släpptes 18 november 2003)
- If I Ain't Got You (Släpptes 24 februari 2004)
- Diary med Tony! Toni! Toné! (Släpptes juni 2004)
- Karma (Släpptes 26 oktober 2004)